# Lake Sacajawea (See, Washington)
Der Lake Sacajawea ist ein kleiner See im Zentrum von Longview im US-Bundesstaat Washington. Er liegt innerhalb des Lake Sacajawea Park und ist eingebunden zwischen dem Kessler Boulevard und dem Nichols Boulevard. Seine Fläche beträgt 24,7 Hektar und wird vom Cowlitz River gespeist.
Weitere Daten des Sees sind: Einzugsgebiet 12,9 km², Durchschnittstiefe 1,8 Meter, Maximale Tiefe 6,4 Meter, Kapazitätvolumen 435.419 Kubikmeter, Uferlänge 7,4 Kilometer, Höhe über dem Meeresspiegel 3 Meter.
Seit sieben Jahren wird an dem innerstädtischen See ein Angeltag für Kinder organisiert.

## Weitere Namen
Weitere Bezeichnungen des Sees sind:
- Fowler Lake[6]
- Fowler Slough[7]
- Fowler’s Lake[8]
- Horseshoe Lake[8]
- Sacajawea Lake[9]